# 권순장
권순장(權順長, 1607년 12월 7일~1637년 2월 16일)은 조선의 문신(文臣)으로, 본관은 안동(安東)이고, 병자호란 당시의 의병장(義兵將)이었던 절의(節義)의 충신(忠臣)이었다.

## 생애

### 가족 관계와 별칭
형조참판을 지낸 권진기(權盡己)의 4남 2녀 가운데 장남(첫째 아들)인 그의 본관은 안동(安東)이고 자(字)는 효원(孝元)이며 시호(諡號)는 충렬(忠烈)이다.

### 직계 가족 관계
- 조부 : 권극중(權克中, 1558 ~ 1653)
- 조모 : 의령 남씨 부인 남난(南蘭, 남란, 1561 ~ ?) - 몰년도는 미상이나, 대략 1640년대 초기를 전후하여 하세.
  - 부친 : 참판(參判)을 지낸 권진기(權盡己, 1578 ~ 1629)
  - 모친 : 고성 남씨 부인(? ~ 1614) - 남언경의 여식
    - 본인 : 권순장(權順長, 1607 ~ 1637)
    - 부인 : 지사(知事)를 지낸 이구원(李久源)의 딸 전주 이씨(? ~ 1637)[4]
      - 아들 : 권시경(權是經, 1625 ~ 1708)
      - 딸 : 권두영(權杜英, 1628 ~ ?)

    - 동복 여동생 : 안동 권씨 부인(1609 ~ 1637) - 전주 이씨 후손이자 감사(監司)를 지낸, 이시만(李時萬)의 처
    - 동복 남동생 : 권순열(權順悅, 1611 ~ 1637) - 기혼 및 제수와 사이에 2녀 둠.
    - 동복 여동생 : 안동 권씨 부인(1613 ~ 1637) - 남양 홍씨 후손 홍재원(洪載源)의 처

  - 계모 : 경주 이씨 부인(? ~ 1633) - 이정직의 여식
    - 이복 남동생 : 권순경(權順慶, 1616 ~ 1637) - 기혼 및 제수와 사이에 1녀 둠.
    - 이복 남동생 : 권순후(權順厚, 1620 ~ 1637) - 기혼 및 제수와 사이에 자녀 없었음.

### 일생
1624년 진사시에 합격하였고 이듬해 1625년 음서로 천거되어 의금부도사(義禁府都事)를 거쳐 건원릉참봉(健元陵參奉)에 제수되었으나 1년 후 1626년 사직하였다. 이후 학문에 전념하다가 1636년 12월에 청나라의 군사들이 조선을 침공한 병자호란(丙子胡亂)이 일어나자 두 아우 권순열(權順悅)·권순경(權順慶)과 함께 어머니를 모시고 강화도(江華島)에 피난을 가서 강화산성(江華山城)을 사수함과 동시에 청나라 군사들을 물리치고자 의병(義兵)을 모집하였으나 청나라 군사들이 강화산성을 포위하자 자신과 같이 결사항전을 맹세한 김익겸(金益兼) 선생이 1637년 2월 16일을 기하여 오전의 산성 함락 직전에 강화산성 남문(江華山城 南門)에서 24세로 분신 자결함으로써 몸소 사기를 북돋워주어 끝까지 청나라 군사들과 접전을 하였는데 결국 같은 날 하오인 1637년 2월 16일(음력 1월 22일)에 끝내 강화산성이 함락되자 77세의 김상용(金尙容) 선생과 모두 함께 아울러 화약에 스스로 불을 질러 동반으로 분신 자결하였으니 그의 나이 향년 31세였다.
그의 두 남동생 권순열(權順悅, 동복 아우, 당시 향년 27세.)과 권순경(權順慶, 이복 아우, 당시 향년 22세.)도 끝내 전사하였고, 그의 아내와 두 여동생과 막내 이복 남동생 권순후(權順厚, 당시 향년 18세.)도 모두 이 소식을 접하여 전해 듣고 나서 결국, 모두 스스로 목을 매어 순결히 자결하였다.

### 사후
그는 사후 지평(持平)과 좌찬성(左贊成)에 증직(贈職)되었고 또한 강화도(江華島)에서도 충렬사(忠烈祠)라는 사당에 제향되었다.

## 관련 전기 자료
- 조복양, 《송곡집》 권10, 증 사헌부 지평 권 공 묘지명